# Vickers Victoria

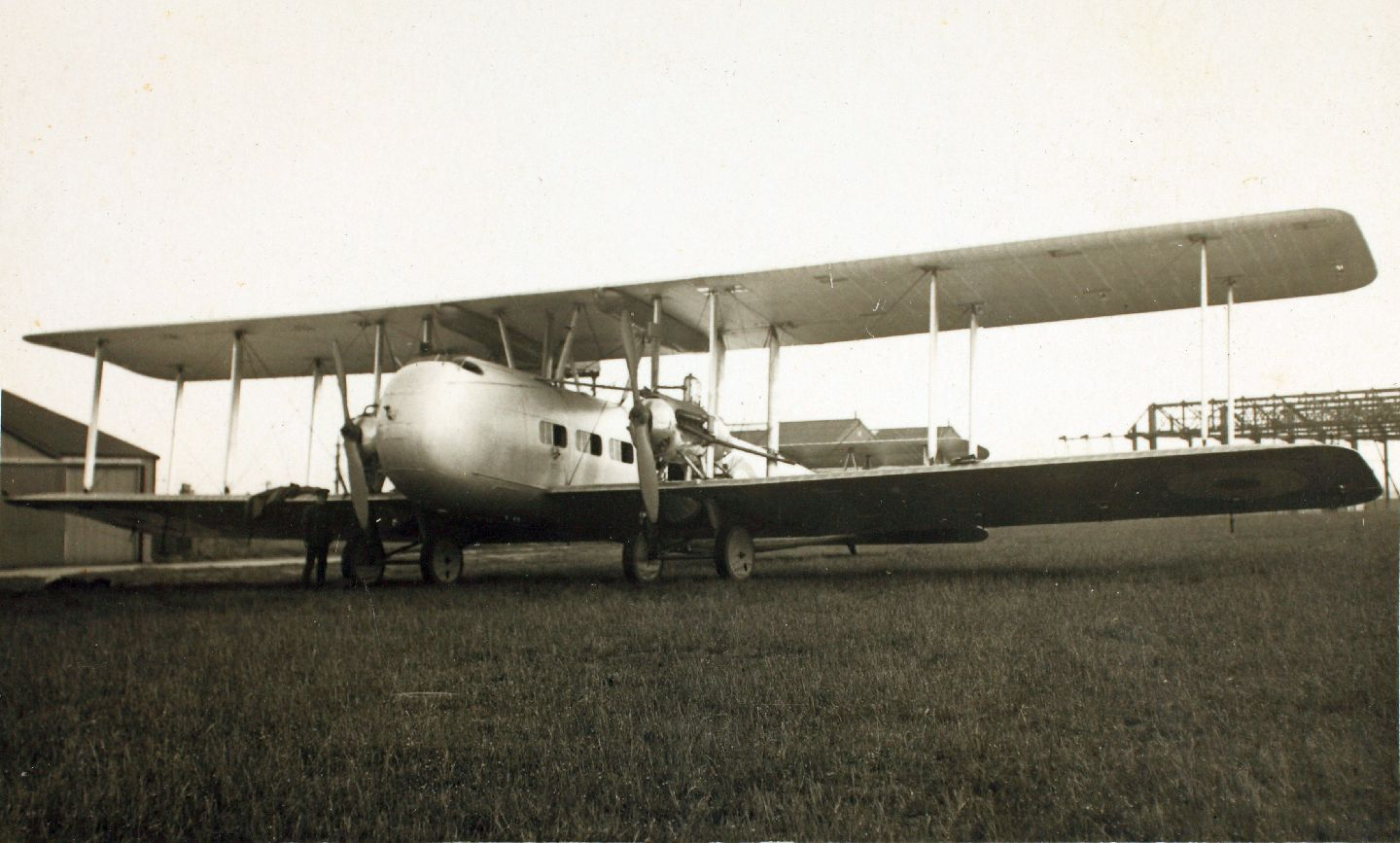

Vickers Type 56 Victoria là một loại máy bay vận tải hai tầng cánh của Anh, nó được Không quân Hoàng gia dùng để chở hàng và chở lính.

## Biến thể
Type 56 Victoria Mk I
Type 81 Victoria Mk II
Type 117 Victoria Mk III
Type 145 Victoria Mk IV
Type 169 Victoria Mk V
Type 262 Victoria Mk VI

## Quốc gia sử dụng
Anh Quốc
- Không quân Hoàng gia[1]

## Tính năng kỹ chiến thuật (Victoria V)
Dữ liệu lấy từ Aircraft of the Royal Air Force
Đặc điểm tổng quát
- Kíp lái: 2
- Sức chứa: 22 lính
- Chiều dài: 59 ft 6 in (18,14 m)
- Sải cánh: 87 ft 4 in (26,62 m)
- Chiều cao: 17 ft 9 in (5,41 m)
- Diện tích cánh: 2.178 ft² (202,4 m²)
- Trọng lượng rỗng: 10.030 lb (4.559 kg)
- Trọng lượng có tải: 17.760 lb (8.073 kg)
- Động cơ: 2 × Napier Lion XI, 570 hp (388 kW)  mỗi chiếc

 Hiệu suất bay 
- Vận tốc cực đại: 96 kn (110 mph, 177 km/h)
- Tầm bay: 670 nmi (770 mi, 1,240 km)
- Trần bay: 16.200 ft (4.940 m)
- Tải trên cánh: 8,15 lb/ft² (39,9 kg/m²)
- Công suất/trọng lượng: 0,0642 hp/lb (0,0873 kW/kg)